# X Cassiopeiae
X Cassiopeiae är en pulserande variabel av Mira Ceti-typ i stjärnbilden Cassiopeja. 
Stjärnan varierar mellan magnitud +9,45 och 13,2 med en period av 422,84 dygn.